# Cuatro
Cuatro – hiszpański kanał telewizyjny. Został uruchomiony w 2005 roku.